# Idel-Ural (państwo)
Idel-Ural – autonomiczna republika rosyjska w Europie Wschodniej, istniejąca w latach 1917–1918, w początkowym okresie wojny domowej w Rosji. Pomimo silnych tendencji niepodległościowych republika nigdy oficjalnie nie funkcjonowała jako niezależne państwo.
I Wszechrosyjski Muzułmański Zjazd w Moskwie proklamował w 1917 roku powstanie Narodowo-Kulturowej Muzułmańskiej Autonomii Turecko-Tatarskiej w Rosji Wewnętrznej i na Syberii. 
II Wszechrosyjski Muzułmański Zjazd w Kazaniu proklamował powstanie autonomicznej republiki Idel-Ural, wchodzącej w skład Rosji Radzieckiej. Republika miała z założenia charakter ponadnarodowy i początkowo wyłącznie islamski. W jej obrębie miały się znaleźć terytoria zamieszkiwane przez Tatarów, Baszkirów i inne muzułmańskie narody oraz grupy etniczne środkowego Powołża i Uralu. Z czasem w republice na sile przybrały tendencje niepodległościowe. Chęć do współtworzenia republiki wyrazili także niektórzy przedstawiciele Niemców Wołżańskich oraz kilku prawosławnych narodów ugrofińskich. Powstanie republiki ogłoszono 12 grudnia 1917. Jej stolicą został Kazań a jedynym prezydentem Sadrí Maqsudí Arsal. W kwietniu 1918 republikę opanowały oddziały Armii Czerwonej, jednak w lipcu bolszewików wyparły oddziały Korpusu Czechosłowackiego. Pod koniec 1918 republika została ponownie zajęta przez Armię Czerwoną, a na jej miejsce proklamowano Tatarsko-Baszkirską Republikę Radziecką, rozdzieloną później na Tatarską i Baszkirską ASRR.
W okresie II wojny światowej Niemcy, po ewentualnym pokonaniu ZSRR, miały w zamyśle utworzyć satelickie państwo Idel-Ural i poszerzyć jego granice o terytoria zamieszkiwane przez w większości prawosławne ludy ugrofińskie i tureckie: Udmurtów, Czuwaszy i Maryjczyków.